# Südensee Au
Die Südensee Au (auch Südenseeau, Südenseer Aue, Südensee-Au und Seender Au) ist ein Fließgewässer im Kreis Schleswig-Flensburg in der Landschaft Angeln in Schleswig-Holstein. Sie wird im Wasser- und Bodenverband Hunnau-Lehbeker Au mit der Gewässernummer B geführt und ist der Abfluss des Südensees an dessen westlichem Ende. Sie befindet sich vollständig auf dem Gebiet der Gemeinde Sörup. Sie fließt nördlich parallel zur Landesstraße L 22 nach Westen und mündet nach 645 Meter in die Bondenau, siehe auch Karte 1.

## Ökologie
Die Südensee Au wird von der Bundesanstalt für Gewässerkunde (BfG) als berichtspflichtiges Gewässer über den ökologischen und chemischen Zustand eines Wasserkörpers an die Europäische Union zur Einhaltung der europäischen Wasserrahmenrichtlinie (WRRL) geführt. Sie ist Teil des Wasserkörpers „Bondenau (Fließgewässer)“ mit der Kennung DERW_DESH_TR_03. An der Brücke der See-Ender-Straße über die Südensee Au befinden sich eine Messstellen für Chemie und Biologie des Landesamtes für Umwelt des Landes Schleswig-Holstein (LfU SH), siehe Karte 2. Im Wasserkörpersteckbrief des BfG wird das ökologische Potenzial der Südensee Au „mäßig“ und der chemische Zustand als „nicht gut“ eingestuft. Letzterer wird damit begründet, dass die Grenzwerte der Umweltqualitätsnormen (UQN) bezüglich Nitrate, Bromierter Diphenylether (BDE), Quecksilber und Quecksilberverbindungen überschritten werden.
Bis zum Jahre 2028 muss gemäß WRRL für alle Gewässer in der Europäischen Union ein „guter“ ökologischer und chemischer Zustand erreicht werden.

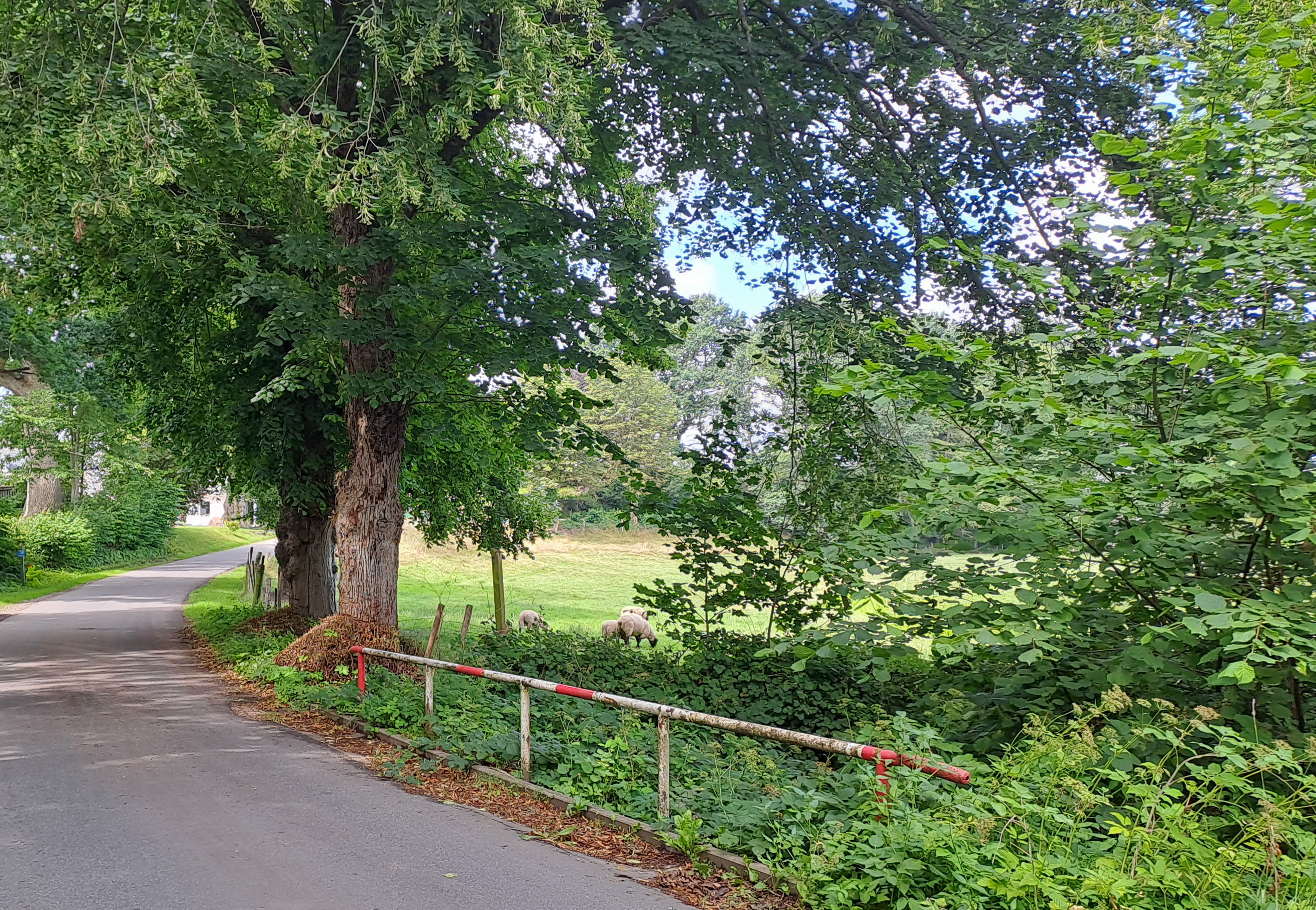
Südensee Au unterquert die Straße See-Ender-Straße
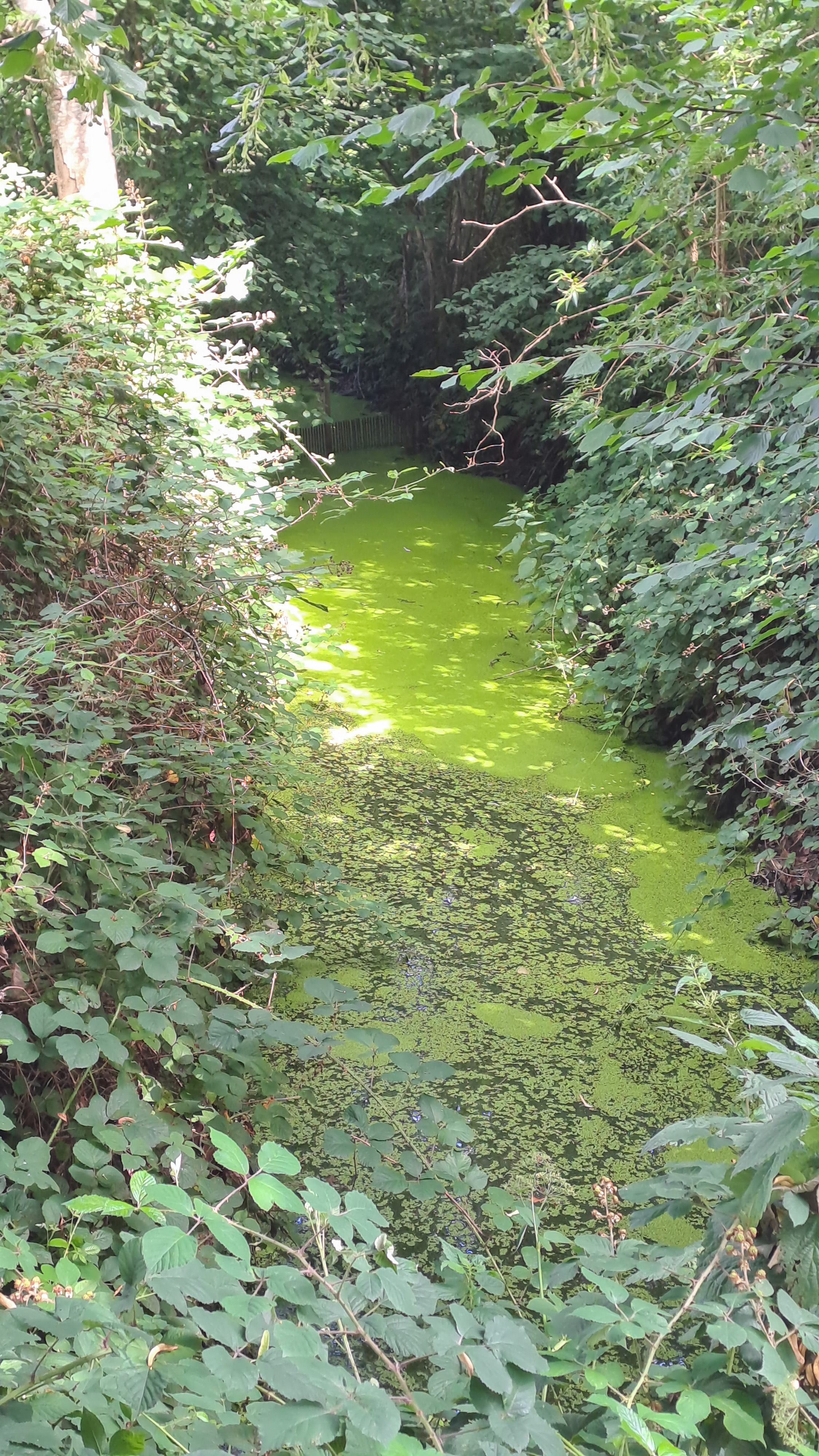
Südensee Au vor der Unterquerung der See-Ender-Straße
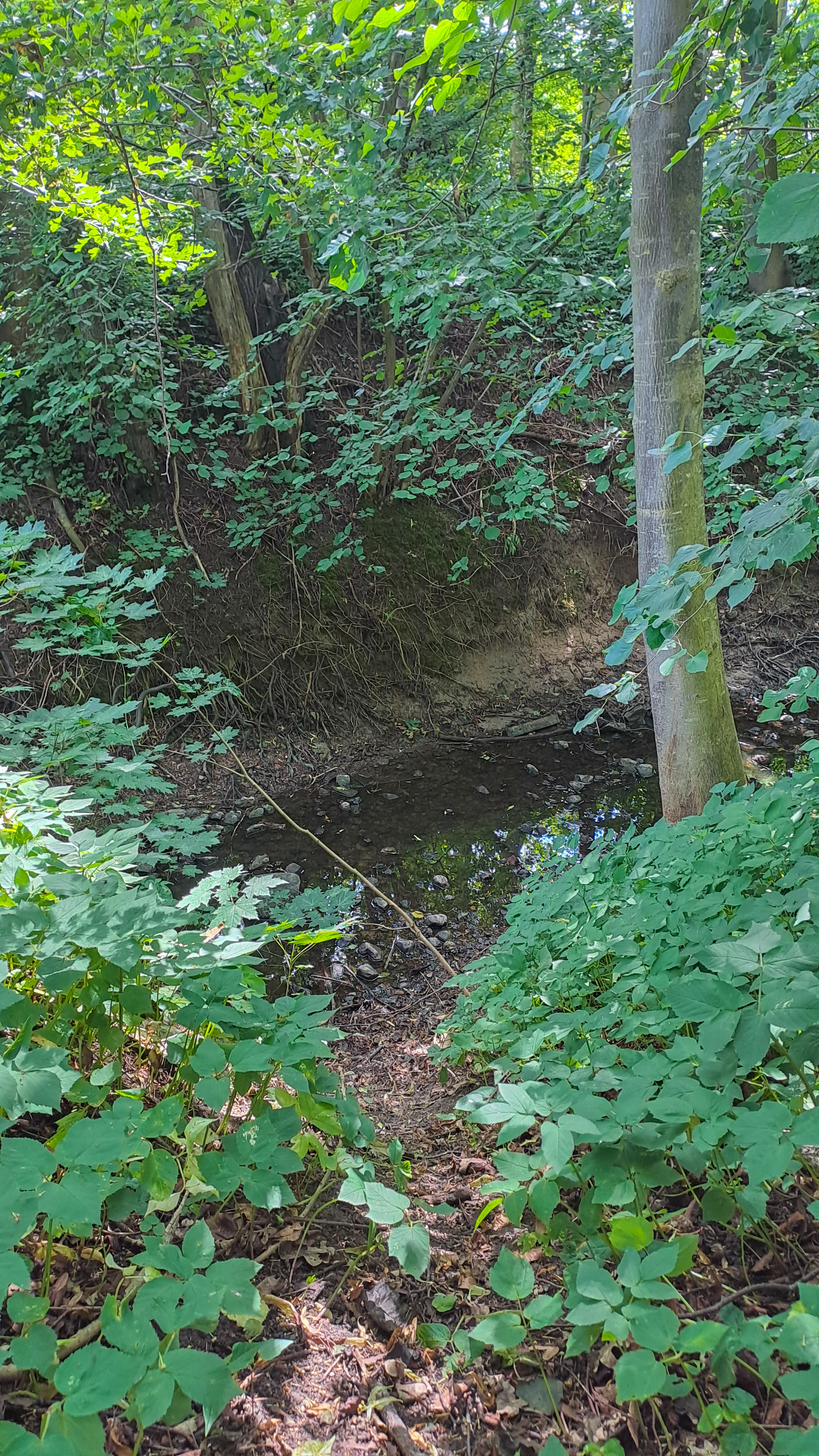
Südensee Au nach der Unterquerung der See-Ender-Straße